# Conocyema
Genre
Conocyema est un genre de parasites de la famille des Conocyemidae.

## Liste d'espèces
Selon ITIS (9 septembre 2019) :
- Conocyema deca McConnaughey, 1957
- Conocyema polymorpha van Beneden, 1882